# Élection du président de la Confédération suisse de 2023
L'élection du président de la Confédération suisse de 2023 est un scrutin au suffrage indirect visant à élire le président de la Confédération suisse pour l'année 2024.
Le 13 décembre 2023, par 158 voix sur 204 valables, Viola Amherd (Le Centre) est élue présidente par l'Assemblée fédérale.

## Élection
Le président de la Confédération est élu par l'Assemblée fédérale, réunissant le Conseil national et le Conseil des États, parmi les membres du Conseil fédéral le deuxième mercredi de la session d'hiver.
Son mandat dure un an et correspond à l'année civile (du 1er janvier au 31 décembre). Il n'est pas immédiatement rééligible, y compris à la vice-présidence du Conseil fédéral, mais peut remplir plusieurs mandats non successifs,.

## Résultats

### Présidence
Viola Amherd, du Centre, est élue présidente de la Confédération par 158 des 204 bulletins valables. 
| Candidats                | Candidats                | Partis                   | Voix | %     |
| ------------------------ | ------------------------ | ------------------------ | ---- | ----- |
|                          | Viola Amherd             | LC                       | 158  | 77,45 |
|                          | Albert Rösti             | UDC                      | 21   | 10,29 |
|                          | Divers                   | Divers                   | 25   | 12,26 |
|                          |                          |                          |      |       |
| Votes valides            | Votes valides            | Votes valides            | 204  | 83,95 |
| Votes blancs             | Votes blancs             | Votes blancs             | 36   | 14,82 |
| Votes nuls               | Votes nuls               | Votes nuls               | 3    | 1,23  |
| Total                    | Total                    | Total                    | 243  | 100   |
| Abstention               | Abstention               | Abstention               | 3    | 1,22  |
| Inscrits / participation | Inscrits / participation | Inscrits / participation | 246  | 98,78 |

### Vice-présidence
Karin Keller-Sutter, du Parti libéral-radical, est élue vice-présidente du Conseil fédéral par 138 des 196 bulletins valables.